# Đái dầm
Đái dầm là một sự bất lực lặp đi lặp lại không kiểm soát được việc tiểu tiện.  Việc sử dụng thuật ngữ này thường giới hạn trong việc mô tả những người đủ tuổi để có khả năng thực hiện kiểm soát như vậy.  Đi tiểu không tự nguyện còn được gọi là tiểu tiện không tự chủ.

## Phân loại
Các loại đái dầm bao gồm:
- Đái dầm ban đêm xảy ra vào ban đêm trong khi ngủ.[4]
- Đái dầm ban ngày: đái dầm trong ngày xảy ra trong khi trẻ còn thức.[4]
- Đái dầm hỗn hợp - Bao gồm một sự kết hợp của loại ban đêm và ban ngày.  Do đó, nước tiểu bị chảy ra trong cả hai giờ thức và ngủ.

Phân loại
- Đái dầm sơ cấp đề cập đến trẻ em chưa bao giờ được đào tạo thành công để kiểm soát đi tiểu.  Điều này đại diện cho một sự cố định.
- Đái dầm thứ cấp đề cập đến những đứa trẻ đã được huấn luyện thành công (trong ít nhất 6 tháng khô ráo) nhưng lại bị ướt trong một phản ứng với một tình huống căng thẳng nào đó.  Điều này thể hiện một sự hồi quy.

## Dấu hiệu và triệu chứng
Đái dầm về đêm thường xuất hiện rất nhiều nước tiểu trong khi ngủ ở một đứa trẻ rất khó thức dậy.  Nó cũng có thể đi kèm với rối loạn chức năng bàng quang trong ngày được gọi là đái dầm không triệu chứng.  Đái dầm ban ngày còn được gọi là tiểu không tự chủ cũng có thể đi kèm với rối loạn chức năng bàng quang.
Các triệu chứng của rối loạn chức năng bàng quang bao gồm 
1.  Hối thúc không tự chủ - sự hiện diện của một sự thôi thúc quá mức để đi tiểu, đi tiểu thường xuyên, cố gắng để giữ nước tiểu và nhiễm trùng đường tiết niệu.
2.  Hủy bỏ hoãn - trì hoãn đi tiểu trong một số tình huống như trường học
3.  Căng thẳng không tự chủ - không tự chủ xảy ra trong các tình huống khi tăng áp lực trong bụng xảy ra như ho.
4.  Cười khúc khích không tự chủ - không tự chủ xảy ra khi cười.
Không tự chủ thứ cấp thường xảy ra trong bối cảnh của một sự kiện cuộc sống mới gây căng thẳng như bị lạm dụng hoặc ly hôn của cha mẹ.

## Nguyên nhân

### Đái dầm ban đêm
Sau 5 tuổi, việc làm ướt vào ban đêm thường được gọi là đái dầm khi ngủ phổ biến hơn so với việc đái dầm ban ngày ở bé trai.  Các chuyên gia không biết những gì gây ra không kiểm soát được vào ban đêm.  Những người trẻ tuổi đái dầm ban đêm có xu hướng bình thường về thể chất và cảm xúc.  Hầu hết các trường hợp có thể là kết hợp của các yếu tố bao gồm phát triển thể chất chậm hơn, sản xuất quá nhiều nước tiểu vào ban đêm, thiếu khả năng nhận biết đầy bàng quang khi ngủ, và trong một số trường hợp do lo lắng.  Đối với nhiều người, họ có một lịch sử gia đình mạnh mẽ về đái dầm, cho thấy có một yếu tố di truyền. 